# علی بوزر
علی بوزر (به انگلیسی: Ali Bozer) (زاده ۲۸ ژوئیه ۱۹۲۵ – درگذشته ۳۰ سپتامبر ۲۰۲۰) سیاستمدار اهل ترکیه بود.
بوزر در ابتدا عضو حزب ملی‌گرای دموکراسی (۱۹۸۶–۱۹۸۳) بود و بعداً بین سال‌های ۱۹۸۶ تا سال ۱۹۹۱ عضویت حزب مام میهن را داشت. علی بوزر در کابینه‌های تورگوت اوزال و ییلدیریم آک‌بولوت پست‌های وزارت امور خارجه و همچنین معاونت نخست‌وزیری ترکیه را برعهده داشت. وی همچنین در رشته حقوق تجارت تحصیلات آکادمیک داشت و در دانشگاه آنکارا رشته حقوق را تدریس کرده‌بود. فرزند وی، احمد بوزر معاون اجرایی شرکت کوکاکولا و رئیس بخش بین‌الملل شرکت کوکاکولا است.
علی بوزر در ۳۰ سپتامبر ۲۰۲۰ بر اثر ابتلا به بیماری کروناویروس ۲۰۱۹ در سن ۹۵ سالگی درگذشت.